# Premier League 2008-09

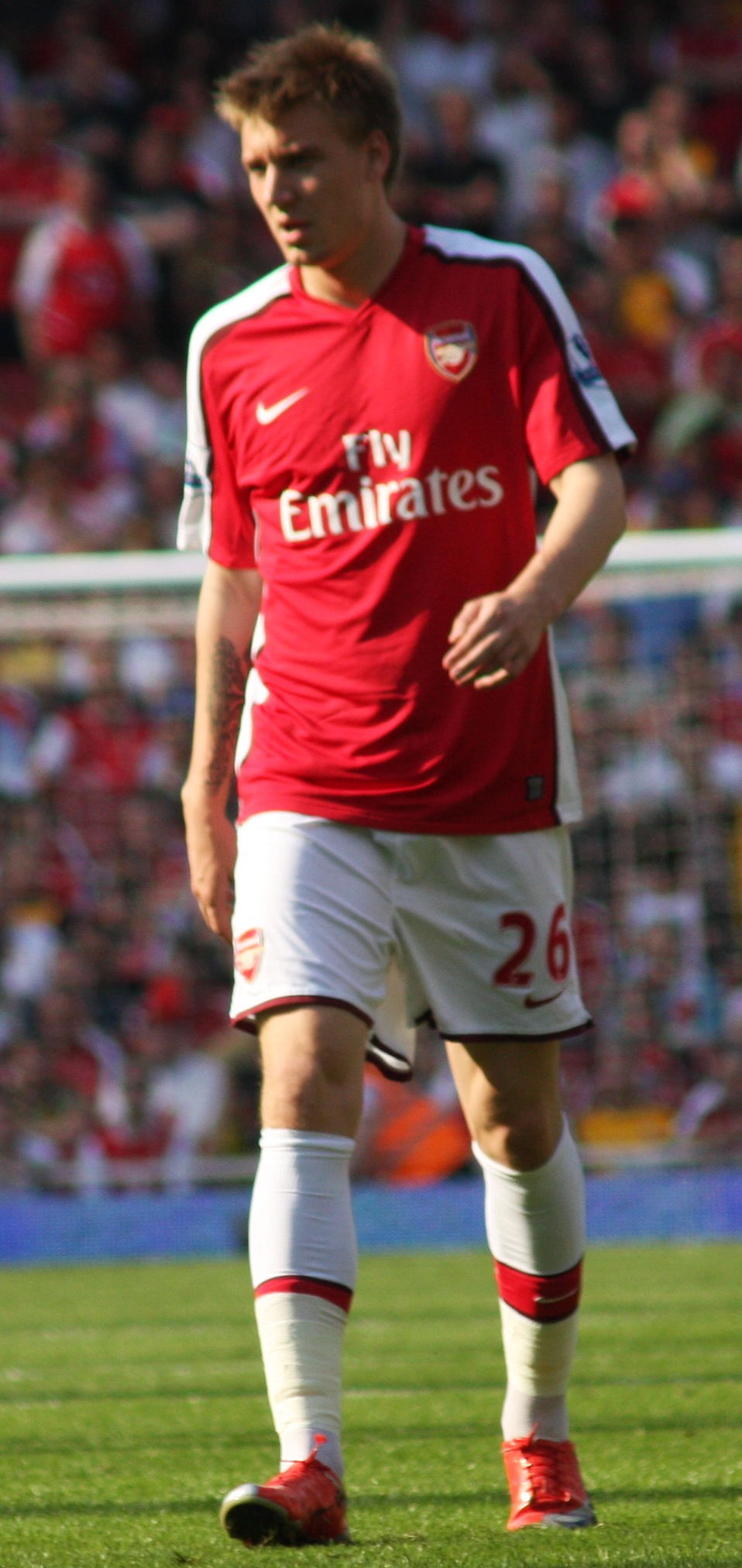
Nicklas Bendtner, Arsenal vs Stoke City

La temporada de la Premier League 2008-09 fue la decimoséptima desde su creación. El torneo comenzó el 16 de agosto de 2008, y finalizó el 24 de mayo de 2009. En total 20 equipos participan, 17 de los cuales continúan de la temporada 2007-08, y 3 han ascendido de la Football League Championship (2ª división de Inglaterra). A partir de esta temporada, los clubes pueden contar con 7 sustitutos en el banquillo en lugar de 5.

## Promoción y descenso 2007-08
| Descendidos de Premier League | Pos |
| ----------------------------- | --- |
| Reading                       | 18º |
| Birmingham City               | 19º |
| Derby County                  | 20º |

| Ascendidos de Football League Championship | Pos |
| ------------------------------------------ | --- |
| West Bromwich Albion                       | 1º  |
| Stoke City                                 | 2º  |
| Hull City (promoción)                      | 3º  |

## Datos de los clubes
| Club              | Ciudad             | Entrenador       | Estadio            | Aforo  |
| ----------------- | ------------------ | ---------------- | ------------------ | ------ |
| Arsenal           | Londres            | Arsène Wenger    | Emirates Stadium   | 60.432 |
| Aston Villa       | Birmingham         | Martin O'Neill   | Villa Park         | 42.640 |
| Blackburn Rovers  | Blackburn          | Sam Allardyce    | Ewood Park         | 31.367 |
| Bolton            | Bolton             | Gary Megson      | Reebok Stadium     | 28.723 |
| Chelsea           | Londres            | Guus Hiddink     | Stamford Bridge    | 42.055 |
| Everton           | Liverpool          | David Moyes      | Goodison Park      | 40.157 |
| Fulham            | Londres            | Roy Hodgson      | Craven Cottage     | 26.500 |
| Hull City         | Kingston upon Hull | Phil Brown       | KC Stadium         | 25.404 |
| Liverpool         | Liverpool          | Rafa Benítez     | Anfield            | 45.576 |
| Manchester City   | Mánchester         | Mark Hughes      | City of Manchester | 47.726 |
| Manchester United | Mánchester         | Alex Ferguson    | Old Trafford       | 76.212 |
| Middlesbrough     | Middlesbrough      | Gareth Southgate | Riverside Stadium  | 35.100 |
| Newcastle         | Newcastle          | Alan Shearer     | St James' Park     | 52.387 |
| Portsmouth        | Portsmouth         | Paul Hart        | Fratton Park       | 20.224 |
| Stoke City        | Stoke-on-Trent     | Tony Pulis       | Britannia Stadium  | 28.000 |
| Sunderland        | Sunderland         | Ricky Sbragia    | Stadium of Light   | 49.000 |
| Tottenham Hotspur | Londres            | Harry Redknapp   | White Hart Lane    | 36.240 |
| West Bromwich     | West Bromwich      | Tony Mowbray     | The Hawthorns      | 25.369 |
| West Ham          | Londres            | Gianfranco Zola  | Upton Park         | 35.303 |
| Wigan Athletic    | Wigan              | Steve Bruce      | JJB Stadium        | 25.138 |

### Cambios de entrenadores
| Club              | Entrenador saliente | Fecha de salida         | Reemplazado por | Fecha de llegada         |
| ----------------- | ------------------- | ----------------------- | --------------- | ------------------------ |
| West Ham          | Alan Curbishley     | 3 de septiembre de 2008 | Gianfranco Zola | 11 de septiembre de 2008 |
| Newcastle United  | Kevin Keegan        | 4 de septiembre de 2008 | Joe Kinnear     | 26 de septiembre de 2008 |
| Tottenham Hotspur | Juande Ramos        | 25 de octubre de 2008   | Harry Redknapp  | 26 de octubre de 2008    |
| Portsmouth        | Harry Redknapp      | 26 de octubre de 2008   | Tony Adams      | 28 de octubre de 2008    |
| Sunderland        | Roy Keane           | 4 de diciembre de 2008  | Ricky Sbragia   | 27 de diciembre de 2008  |
| Blackburn Rovers  | Paul Ince           | 16 de diciembre de 2008 | Sam Allardyce   | 17 de diciembre de 2008  |
| Portsmouth        | Tony Adams          | 9 de febrero de 2009    | Paul Hart       | 9 de febrero de 2009     |
| Chelsea           | Luiz F. Scolari     | 9 de febrero de 2009    | Guus Hiddink    | 11 de febrero de 2009    |
| Newcastle United  | Joe Kinnear         | 16 de febrero de 2009   | Alan Shearer    | 31 de marzo de 2009      |

## Clasificación
| Pos. | Equipo                   | Pts. | PJ | G  | E  | P  | GF | GC | Dif. | Clasificación o descenso               |
| ---- | ------------------------ | ---- | -- | -- | -- | -- | -- | -- | ---- | -------------------------------------- |
| 1    | Manchester United (C)    | 90   | 38 | 28 | 6  | 4  | 68 | 24 | +44  | Fase de grupos de la Liga de Campeones |
| 2    | Liverpool                | 86   | 38 | 25 | 11 | 2  | 77 | 27 | +50  | Fase de grupos de la Liga de Campeones |
| 3    | Chelsea                  | 83   | 38 | 25 | 8  | 5  | 68 | 24 | +44  | Fase de grupos de la Liga de Campeones |
| 4    | Arsenal                  | 72   | 38 | 20 | 12 | 6  | 68 | 37 | +31  | Play-offs de la Liga de Campeones      |
| 5    | Everton                  | 63   | 38 | 17 | 12 | 9  | 55 | 37 | +18  | Play-offs de la Liga Europa            |
| 6    | Aston Villa              | 62   | 38 | 17 | 11 | 10 | 54 | 48 | +6   | Play-offs de la Liga Europa            |
| 7    | Fulham                   | 53   | 38 | 14 | 11 | 13 | 39 | 34 | +5   | Tercera ronda previa de la Liga Europa |
| 8    | Tottenham Hotspur        | 51   | 38 | 14 | 9  | 15 | 45 | 45 | 0    |                                        |
| 9    | West Ham United          | 51   | 38 | 14 | 9  | 15 | 42 | 45 | −3   |                                        |
| 10   | Manchester City          | 50   | 38 | 15 | 5  | 18 | 58 | 50 | +8   |                                        |
| 11   | Wigan Athletic           | 45   | 38 | 12 | 9  | 17 | 34 | 45 | −11  |                                        |
| 12   | Stoke City               | 45   | 38 | 12 | 9  | 17 | 38 | 55 | −17  |                                        |
| 13   | Bolton Wanderers         | 41   | 38 | 11 | 8  | 19 | 41 | 53 | −12  |                                        |
| 14   | Portsmouth               | 41   | 38 | 10 | 11 | 17 | 38 | 57 | −19  |                                        |
| 15   | Blackburn Rovers         | 41   | 38 | 10 | 11 | 17 | 40 | 60 | −20  |                                        |
| 16   | Sunderland               | 36   | 38 | 9  | 9  | 20 | 34 | 54 | −20  |                                        |
| 17   | Hull City                | 35   | 38 | 8  | 11 | 19 | 39 | 64 | −25  |                                        |
| 18   | Newcastle United (D)     | 34   | 38 | 7  | 13 | 18 | 40 | 59 | −19  | Descenso de categoría                  |
| 19   | Middlesbrough (D)        | 32   | 38 | 7  | 11 | 20 | 28 | 57 | −29  | Descenso de categoría                  |
| 20   | West Bromwich Albion (D) | 32   | 38 | 8  | 8  | 22 | 36 | 67 | −31  | Descenso de categoría                  |

 Fuente: [cita requerida]
Notas:
1. ↑  Fulham se clasificó para la tercera ronda previa de la Liga Europa 2009-10 debido a que los finalistas de la FA Cup 2008-09 (Chelsea y Everton) se clasificaron para la Liga de Campeones y Liga Europa respectivamente, por lo que el cupo que otorgaba dicho torneo pasó al 7° clasificado.

| Bandera de Inglaterra                |
| Campeón Manchester United 18º título |

## Resultados
| Equipo        | ARS | AST | BLA | BOL | CHE | EVE | FUL | HUL | LIV | MNC | MNU | MID | NEW | POR | STO | SUN | TOT | WBA | WHU | WIG |
| ------------- | --- | --- | --- | --- | --- | --- | --- | --- | --- | --- | --- | --- | --- | --- | --- | --- | --- | --- | --- | --- |
| Arsenal       |     | 0-2 | 4-0 | 1-0 | 1-4 | 3-1 | 0-0 | 1-2 | 1-1 | 2-0 | 2-1 | 2-0 | 3-0 | 1-0 | 4-1 | 0-0 | 4-4 | 1-0 | 0-0 | 1-0 |
| Aston Villa   | 2-2 |     | 3-2 | 4-2 | 0-1 | 3-3 | 0-0 | 1-0 | 0-0 | 4-2 | 0-0 | 1-2 | 1-0 | 0-0 | 2-2 | 2-1 | 1-2 | 2-1 | 1-1 | 0-0 |
| Blackburn     | 0-4 | 0-2 |     | 2-2 | 0-2 | 0-0 | 1-0 | 1-1 | 1-3 | 2-2 | 0-2 | 1-1 | 3-0 | 2-0 | 3-0 | 1-2 | 2-1 | 0-0 | 1-1 | 2-0 |
| Bolton        | 1-3 | 1-1 | 0-0 |     | 0-2 | 0-1 | 1-3 | 1-1 | 0-2 | 2-0 | 0-1 | 4-1 | 1-0 | 2-1 | 3-1 | 0-0 | 3-2 | 0-0 | 2-1 | 0-1 |
| Chelsea       | 1-2 | 2-0 | 2-0 | 4-3 |     | 0-0 | 3-1 | 0-0 | 0-1 | 1-0 | 1-1 | 2-0 | 0-0 | 4-0 | 2-1 | 5-0 | 1-1 | 2-0 | 1-1 | 2-1 |
| Everton       | 1-1 | 2-3 | 2-3 | 3-0 | 0-0 |     | 1-0 | 2-0 | 0-2 | 1-2 | 1-1 | 1-1 | 2-2 | 0-3 | 3-1 | 3-0 | 0-0 | 2-0 | 3-1 | 4-0 |
| Fulham        | 1-0 | 3-1 | 1-2 | 2-1 | 2-2 | 0-2 |     | 0-1 | 0-1 | 1-1 | 2-0 | 3-0 | 2-1 | 3-1 | 1-0 | 0-0 | 2-1 | 2-0 | 1-2 | 2-0 |
| Hull City     | 1-3 | 0-1 | 1-2 | 0-1 | 0-3 | 2-2 | 2-1 |     | 1-3 | 2-2 | 0-1 | 2-1 | 1-1 | 0-0 | 1-2 | 1-4 | 1-2 | 2-2 | 1-0 | 0-5 |
| Liverpool     | 4-4 | 5-0 | 4-0 | 3-0 | 2-0 | 1-1 | 0-0 | 2-2 |     | 1-1 | 2-1 | 2-1 | 3-0 | 1-0 | 0-0 | 2-0 | 3-1 | 3-0 | 0-0 | 3-2 |
| Man. City     | 3-0 | 2-0 | 3-1 | 1-0 | 1-3 | 0-1 | 1-3 | 5-1 | 2-3 |     | 0-1 | 1-0 | 2-1 | 6-0 | 3-0 | 1-0 | 1-2 | 4-2 | 3-0 | 1-0 |
| Man. United   | 0-0 | 3-2 | 2-1 | 2-0 | 3-0 | 1-0 | 3-0 | 4-3 | 1-4 | 2-0 |     | 1-0 | 1-1 | 2-0 | 5-0 | 1-0 | 5-2 | 4-0 | 2-0 | 1-0 |
| Middlesbrough | 1-1 | 1-1 | 0-0 | 1-3 | 0-5 | 0-1 | 0-0 | 3-1 | 2-0 | 2-0 | 0-2 |     | 0-0 | 1-1 | 2-1 | 1-1 | 2-1 | 0-1 | 1-1 | 0-0 |
| Newcastle     | 1-3 | 2-0 | 1-2 | 1-0 | 0-2 | 0-0 | 0-1 | 1-2 | 1-5 | 2-2 | 1-2 | 3-1 |     | 0-0 | 2-2 | 1-1 | 2-1 | 2-1 | 2-2 | 2-2 |
| Portsmouth    | 0-3 | 0-1 | 3-2 | 1-0 | 0-1 | 2-1 | 1-1 | 2-2 | 2-3 | 2-0 | 0-1 | 2-1 | 0-3 |     | 2-1 | 3-1 | 2-0 | 2-2 | 1-4 | 1-2 |
| Stoke City    | 2-1 | 3-2 | 1-0 | 2-0 | 0-2 | 2-3 | 0-0 | 1-1 | 0-0 | 1-0 | 0-1 | 1-0 | 1-1 | 2-2 |     | 1-0 | 2-1 | 1-0 | 0-1 | 2-0 |
| Sunderland    | 1-1 | 1-2 | 0-0 | 1-4 | 2-3 | 0-2 | 1-0 | 1-0 | 0-1 | 0-3 | 1-2 | 2-0 | 2-1 | 1-2 | 2-0 |     | 1-1 | 4-0 | 0-1 | 1-2 |
| Tottenham     | 0-0 | 1-2 | 1-0 | 2-0 | 1-0 | 0-1 | 0-0 | 0-1 | 2-1 | 2-1 | 0-0 | 4-0 | 1-0 | 1-1 | 3-1 | 1-2 |     | 1-0 | 1-0 | 0-0 |
| W. Bromwich   | 1-3 | 1-2 | 2-2 | 1-1 | 0-3 | 1-2 | 1-0 | 0-3 | 0-2 | 2-1 | 0-5 | 3-0 | 2-3 | 1-1 | 0-2 | 3-0 | 2-0 |     | 3-2 | 3-1 |
| West Ham      | 0-2 | 0-1 | 4-1 | 1-3 | 0-1 | 1-3 | 3-1 | 2-0 | 0-3 | 1-0 | 0-1 | 2-1 | 3-1 | 0-0 | 2-1 | 2-0 | 0-2 | 0-0 |     | 2-1 |
| Wigan         | 1-4 | 0-4 | 3-0 | 0-0 | 0-1 | 1-0 | 0-0 | 1-0 | 1-1 | 2-1 | 1-2 | 0-1 | 2-1 | 1-0 | 0-0 | 1-1 | 1-0 | 3-1 | 0-1 |     |

## Máximos goleadores
Goleadores del torneo.
| Jugador                     | Jugador            | Goles | Equipo            |
| --------------------------- | ------------------ | ----- | ----------------- |
| Bandera de Francia          | Nicolas Anelka     | 19    | Chelsea           |
| Bandera de Portugal         | Cristiano Ronaldo  | 18    | Manchester United |
| Bandera de Inglaterra       | Steven Gerrard     | 16    | Liverpool         |
| Bandera de Brasil           | Robinho            | 14    | Manchester City   |
| Bandera de España           | Fernando Torres    | 14    | Liverpool         |
| Bandera de Inglaterra       | Gabriel Agbonlahor | 12    | Aston Villa       |
| Bandera de Inglaterra       | Darren Bent        | 12    | Tottenham         |
| Bandera de Inglaterra       | Kevin Davies       | 12    | Bolton Wanderers  |
| Bandera de los Países Bajos | Dirk Kuyt          | 12    | Liverpool         |
| Bandera de Inglaterra       | Frank Lampard      | 12    | Chelsea           |
| Bandera de Inglaterra       | Wayne Rooney       | 12    | Manchester United |